# Atlantica (försäkringsbolag)
Atlantica är ett svenskt försäkringsbolag som specialiserat sig på båtförsäkringar. Atlantica grundades 1916 och är därmed ett av Sveriges äldsta försäkringsbolag. Företaget är en del av Moderna Försäkringar som ägs av den danskägda nordiska försäkringskoncernen TrygVesta.

## Verställande direktörer
- 1916-1943 Nils Philipson
- 1943- Christian Röhss